# スペリアー・クォリティ・レコーディング
スペリアー・クォリティ・レコーディング (Superior Quality Recordings) は、イギリスのロックバンド、ブルートーンズが設立したレコードレーベルである。
1995年、ブルートーンズがシングル「スライト・リターン/ザ・ファウンテンヘッド」をリリースするために自主レーベルとして設立した。その後ブルートーンズがA&Mレコードと契約を結んでからも、レーベルに資金提供を受ける形で運営されていた。1998年、A&Mレコードが吸収合併されてからはマーキュリー・レコード傘下になった。
また1997年にムーヴァーと契約したのを皮切りに、何組かの新人バンドとも契約するようになった。しかしムーヴァーが日本でそこそこ人気を集めたり（ただ本国ではほとんど成功しなかった）、キング・アドラがアルバムチャートの全英30位に入った以外には、商業的に大きな成功を収めたバンドはなかった。
結局2002年にブルートーンズがマーキュリー・レコードとの契約を終了してからは、スペリアー・クォリティ・レコーディングは閉鎖状態にある。

## かつて所属していたバンド
- ブルートーンズ
- ムーヴァー
- キング・アドラ
- リッキーなど